# Hydaticus luczonicus
Hydaticus luczonicus es una especie de escarabajo del género Hydaticus, familia Dytiscidae. Fue descrita científicamente por Aubé en 1838.
Habita en Asia meridional.